# ダニエル・ガーバー
ダニエル・ガーバー（Daniel Garber、1880年4月11日 - 1958年7月5日）はアメリカ合衆国の画家である。ペンシルベニア州のニューホープ地域に集まって活動したアメリカの「印象派」の画家の一人である。ペンシルベニア美術アカデミーで40年以上に渡って教師を務めた。

## 略歴
インディアナ州のノース・マンチェスター（North Manchester）で生まれた。シンシナティ美術学校で学んだ後、1899年から1905年までペンシルベニア美術アカデミーで学んだ。美術学校で美術学生のメアリー・フランクリンと知り合い結婚した。この時代の多くのアメリカ人芸術家と同じようにアメリカの美術学校を卒業後、夫妻はヨーロッパに留学し、1907年に帰国した。風景画家、ウィリアム・ラングソン・レイスロップに勧められて、レイスロップの住むニューホープ(New Hope)に近い、フィラデルフィアから50kmばかり離れたバックス郡のクッタロッサ(Cuttalossa)に住むことになり、ニューホープの「芸術家コロニー」の一員となった。ニューホープの芸術家グループには、レイ・ブレディンやロバート・スペンサーらがいた。
アメリカの「印象派」の画家のスタイルとして作品の「戸外制作」を行い風景画などを描いた。1915年のサンフランシスコ万国博覧会に出展して金賞を得るなど、多くの展覧会で賞を得た。1913年にナショナル・アカデミー・オブ・デザインの会員に選ばれた。
1958年でスタジオで梯子から落ちた事故がもとで死亡した。作品はスミソニアン・アメリカ美術館、シカゴ美術館、フィラデルフィア美術館などに収蔵されている。

## 作品

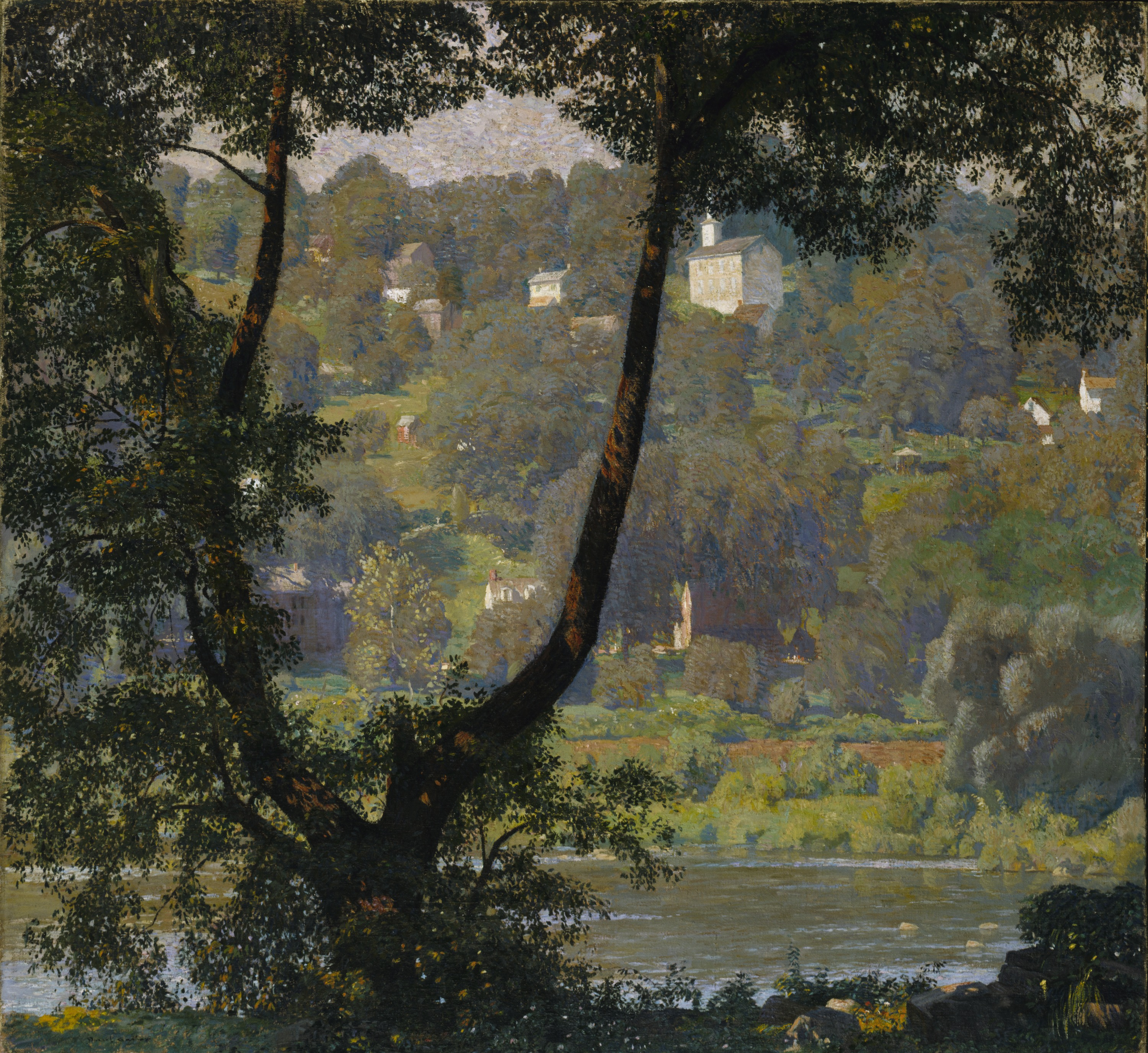
トヒコン川(ペンシルベニア州)
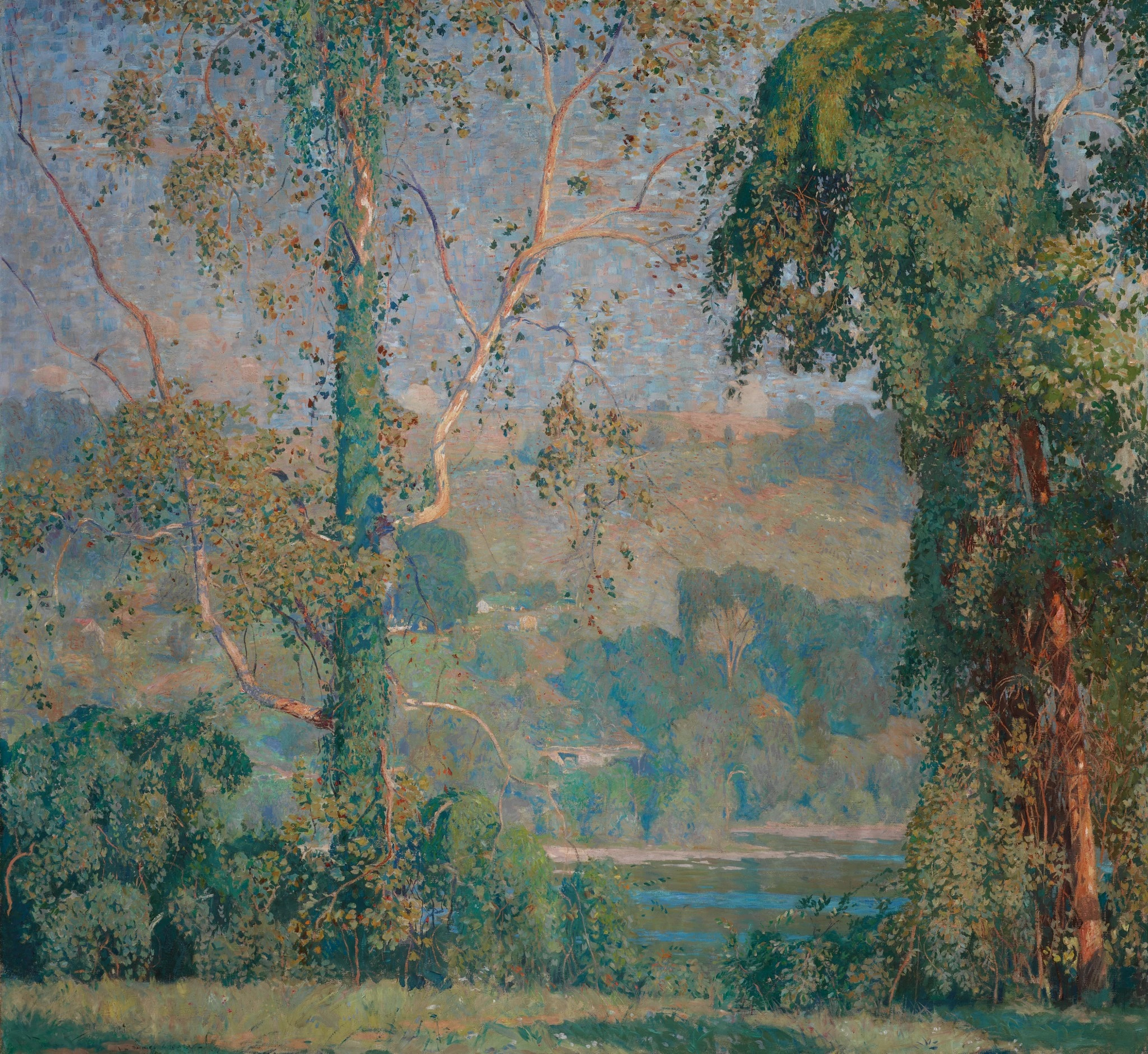
"Vineclad Trees"
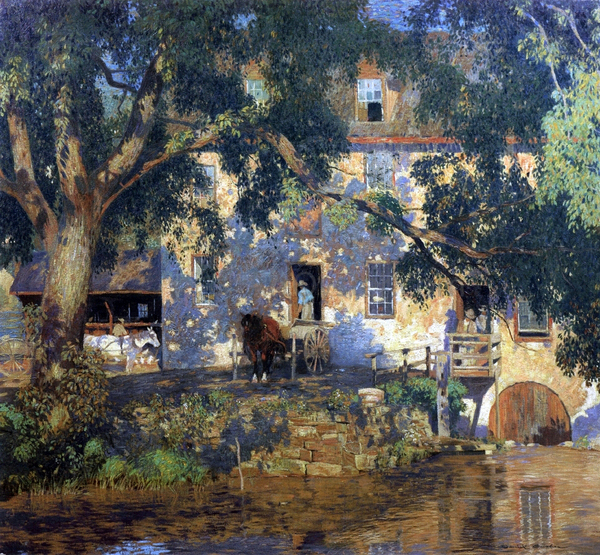
「古い水車」
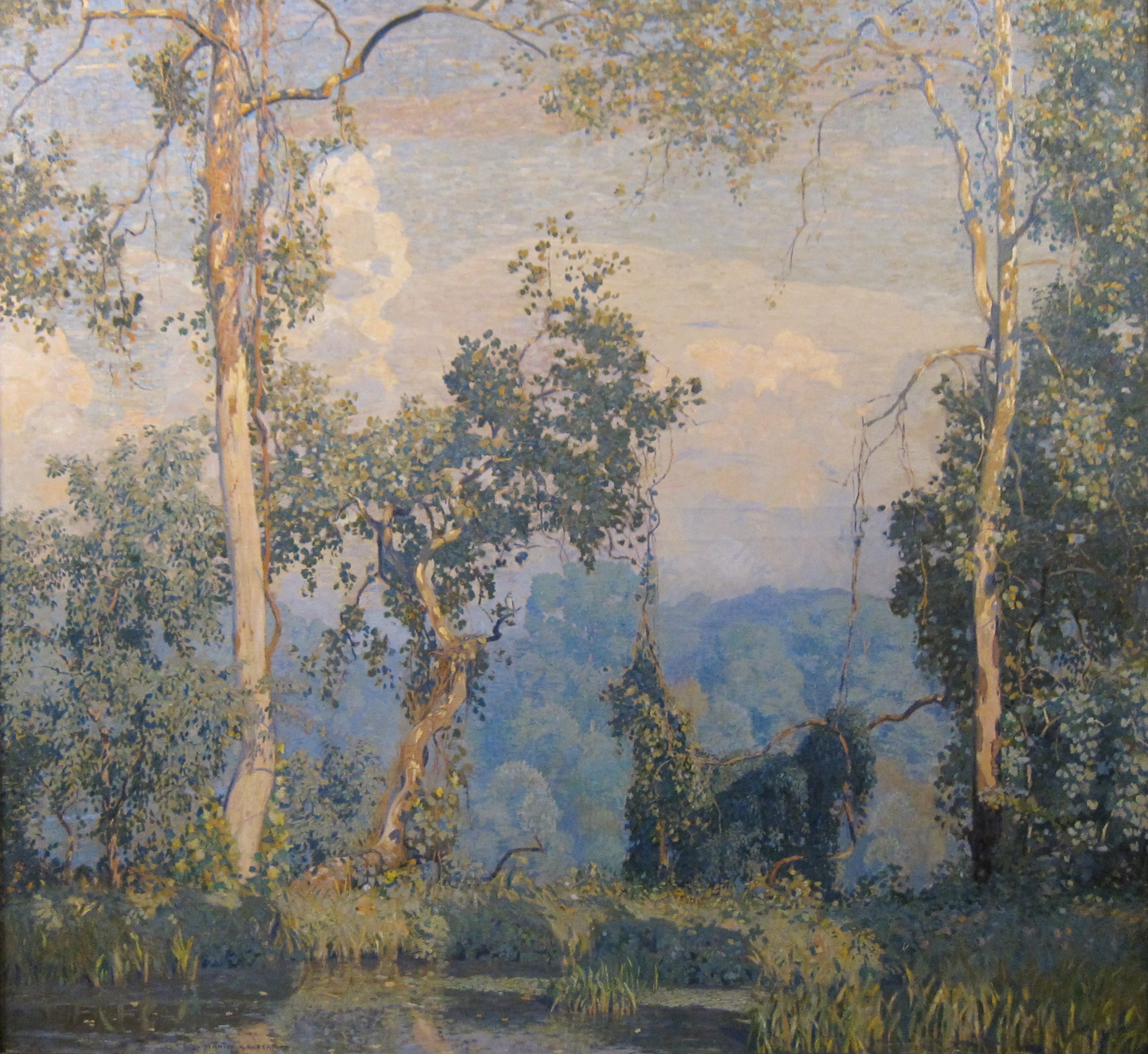
"Hawk's Nest"

## 関連書籍
- Peterson, Brian H. (Editor) (2002). Pennsylvania Impressionism. Philadelphia: James A. Michener Art Museum and University of Pennsylvania Press. ISBN 978-0-8122-3700-9
- Lance Humphries (2006). Daniel Garber Catalogue Raisonné. New York: Hollis Taggart Galleries. ISBN 978-0-9759954-3-3 | Vol. 1
- Lance Humphries (2006). Daniel Garber Catalogue Raisonné. New York: Hollis Taggart Galleries. ISBN 978-0-9759954-6-4 | Vol. 2
- Lance Humphries (2006). Daniel Garber: His Life and Work. New York: Hollis Taggart Galleries. N6537.G37 H86 2006